# Big Game (film fra 1921)
Big Game er en amerikansk stumfilm fra 1921 af Dallas M. Fitzgerald.

## Medvirkende
- May Allison som Eleanor Winthrop
- Forrest Stanley som Larry Winthrop
- Edward Cecil som Jean St. Jean
- Zeffie Tilbury som Sarah Winthrop
- William Elmer som Spike McGafney
- Sidney D'Albrook som Henri Baptiste